# Saint-Donat, Bas-Saint-Laurent
Saint-Donat, även Saint-Donat-de-Rimouski, är en kommun av typen socken (municipalité de paroisse) i provinsen Québec i Kanada. Den ligger i regionen Bas-Saint-Laurent, i den östra delen av landet, 600 km nordost om huvudstaden Ottawa.